# Virkby hållplats
Virkby hållplats (finska: Virkkalan seisake, förkortning: Via) är en nedlagd järnvägshållplats på Hangö–Hyvinge-banan i Lojo i det finländska landskapet Nyland. Järnvägshållplatsen grundades senast år 1874. Byggnaden för Virkby järnvägshållplats uppfördes i början av 1900-talet enligt ritningarna för Bruno Granholms Plattformsskjul I. Byggnaden utvidgades åren 1914 och 1923. En ny stationsbyggnad, ritad av Thure Hellström, byggdes i Virkby och togs i bruk år 1925. Den gamla byggnaden flyttades år 1939 till Pirttikangas hållplats. Från Virkby ledde också ett sidospår till Virkby kalkverk.
Virkby järnvägshållplats blev obemannad den 1 juli 1969. Godstrafiken upphörde år 1981 och passagerartrafiken på hela banan upphörde den 25 september 1983. Den nyare stationsbyggnaden i Virkby revs år 1989.